# Onthophagus xanthomerus
Onthophagus xanthomerus là một loài bọ cánh cứng trong họ Bọ hung (Scarabaeidae).